# Ріроріро новогвінейський
Ріроріро новогвінейський (Acanthiza cinerea) — вид горобцеподібних птахів родини шиподзьобових (Acanthizidae). Ендемік Нової Гвінеї.

## Таксономія і етимологія
Вид був описаний в 1876 році італійським орнітологом Томмазо Сальвадорі. Довгий час вважався представником роду Ріроріро (Gerygone), однак після проведення молекулярно-філогенетичного дослідження 2012 року був переведений до роду Шиподзьоб (Acanthiza). 
Наукова назва виду cinerea походить від лат. cĭnĕrĕus — попелястий.

## Поширення і екологія
Новогвінейські ріроріро є ендеміками Нової Гвінеї. Вони мешкають в гірських тропічних лісах на висоті 1600-2800 м над рівнем моря.